# Nicolas Flamel

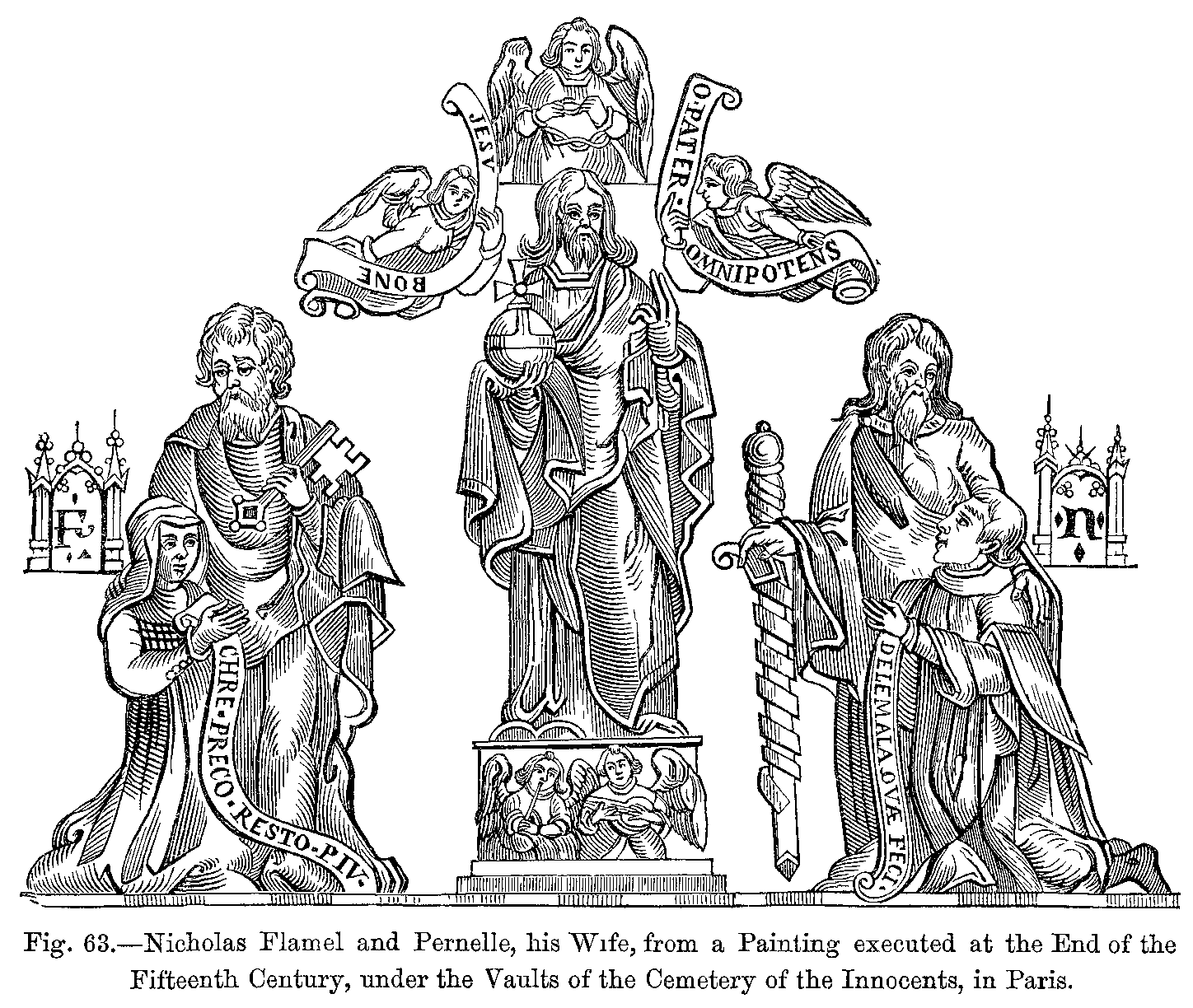
Nicolas Flamel (kniend rechts) und seine Frau Pernelle (links), nach einem Gemälde unter den Gewölben des Cimetière des Innocents in Paris, Ende des 15. Jahrhunderts

Nicolas Flamel, auch Nicholas Flamel (* wahrscheinlich 1330 in Pontoise; † um 1413 in Paris, traditionell aber 1418), war ein erfolgreicher französischer Schreiber, Schriftsteller, Handschriften- und möglicherweise Immobilienhändler, der posthum als Alchemist Berühmtheit erlangte. Der Legende zufolge soll er den Stein der Weisen gefunden und die Unsterblichkeit erlangt haben.
Nach Claus Priesner und Didier Kahn ist sein Ruf als Alchemist eine später geschaffene Legende. Man konnte sich seinen Reichtum zu Lebzeiten nicht erklären, es gibt aber keine Anzeichen dafür, dass er sich mit Alchemie befasste oder Autor eines alchemistischen Werkes ist.

## Leben

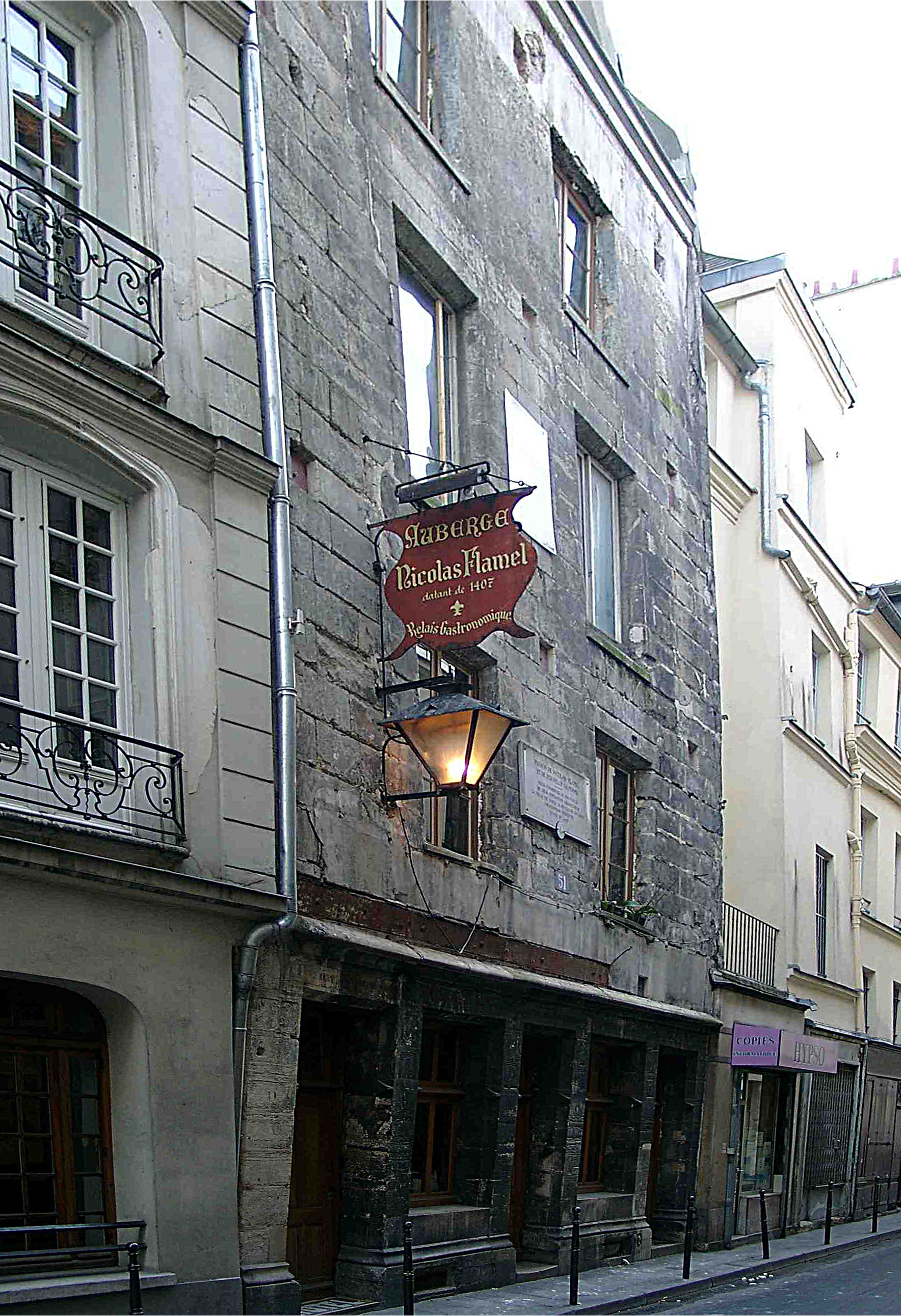
Auberge Nicolas Flamel, Rue de Montmorency 51. Das von Flamel gebaute Armenhaus von 1407 gehört heute mit zu den ältesten erhaltenen Häusern in Paris.

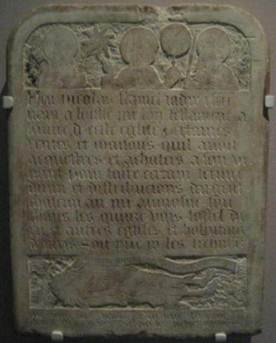
Grabstein

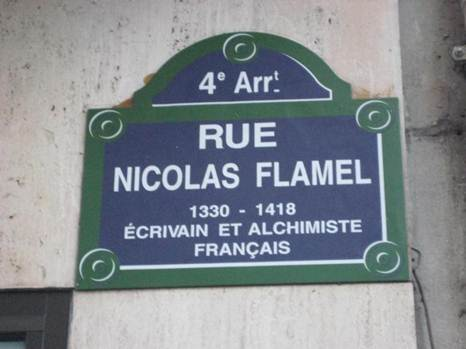
Straßenschild der Rue Nicolas Flamel in Paris

Flamel stammte aus bescheidenen Verhältnissen als Sohn von Juden, die zum Katholizismus konvertieren mussten. Er erlernte bei seinem Vater das Handwerk des Kopisten und erhielt eine gründliche Ausbildung bei Benediktinermönchen. Neben Hebräisch und Französisch beherrschte er auch Latein. Ab 1355 war er mit der Witwe Perenelle (Pernelle) verheiratet. In Paris arbeitete er zunächst als öffentlicher Schreiber und führte zusammen mit seiner Frau einen kleinen Laden bei der Kirche St-Jacques-de-la-Boucherie, der er 1399 ein Kirchentor stiftete. In der Nähe richtete Flamel außerdem eine Werkstatt ein, die sich auf die Herstellung von kostbaren Manuskripten spezialisierte. Zu seinen Kunden gehörte möglicherweise auch der Herzog Jean de Berry. Mit der Zeit erlangte Flamel einen beachtlichen Reichtum, mit dem er zahlreiche Stiftungen für Kirchen und Hospize sowie Armenspeisungen finanzierte. Als Gegenleistung wurden an den Gebäuden allegorische Darstellungen nach seinen Anweisungen angebracht.
1410 entwarf Flamel seinen eigenen Grabstein, der noch heute im Musée national du Moyen Âge in Paris erhalten ist. Entgegen einer häufig aufgestellten Behauptung finden sich auf dem Stein keine arkanen Symbole, lediglich Darstellungen der Apostel Petrus und Paulus mit Jesus Christus als Weltenherrscher in der Mitte sowie Flamel selbst als verwesender Leichnam (Transi) am Fuß. Damit stellt der Stein ein frühes Beispiel für den im Spätmittelalter verbreiteten Totenkult dar, der später in den zahlreichen Darstellungen des Totentanzes gipfeln sollte.
In Paris wurde eine Straße nach Flamel benannt. Sie befindet sich zwischen den Metro-Stationen Châtelet und Hôtel de Ville und kreuzt die Rue Pernelle, die nach seiner Frau benannt wurde. Das Haus in der Rue de Montmorency 51, in dem er gelebt haben soll, steht unter Denkmalschutz und beherbergt heute ein Restaurant.

## Zugeschriebene Werke
1561 gab Jacques Gohorry, selbst Autor alchemistischer Schriften, einen Sammelband mit drei Texten über die Transmutation der Metalle heraus. Einer davon, die Sommaire Philosophique, erschien unter dem Namen Flamels. Dieses Werk wurde wiederholt aufgelegt und in verschiedene Anthologien aufgenommen.
Flamel werden außerdem Arbeiten zu dem erst 1612 in Paris erschienenen alchemistischen Buch Livre des figures hiéroglypiques zugeschrieben. 1624 erfolgte die Herausgabe in englischer Sprache in London (Herausgeber Erinaeus Orandus), 1681 in Hamburg auf Deutsch („Des berühmten Philosophi Nicolai Flamelli Chymische Werke“). Es enthält eine Reihe von Darstellungen, die angeblich von Flamel als Giebelschmuck für den Friedhof Cimetière des Innocents in Auftrag gegeben worden sind, der heute nicht mehr erhalten ist. Im Vorwort des Herausgebers findet sich die Geschichte von Flamels Werdegang als Alchemist.
Nigel Wilkins bezweifelt in seiner Biographie Flamels die Herkunft seines Wohlstands aus alchemistischer Tätigkeit. Da seine Frau zuvor bereits zwei Mal verwitwet war, brachte sie wahrscheinlich ein beträchtliches Erbe mit in die Ehe. Laut Wilkins konnte Flamel im Zusammenhang mit den Wirren des Hundertjährigen Krieges außerdem einige sehr einträgliche Immobiliengeschäfte tätigen. Bereits im 18. Jahrhundert war Flamels Autorschaft für das Livre des figures hiéroglyphiques von einem gewissen Abbé Villain bezweifelt worden. Wilkins hält es stattdessen für ein Werk des Herausgebers, der die Übersetzung nur fingiert habe. Der Inhalt sei aus früheren alchemistischen Schriften, bekannten Einzelheiten aus Flamels Leben und mündlichen Traditionen zusammengestellt worden.
Obwohl das Buch auf das Jahr 1399 datiert ist, glaubt Claude Gagnon anhand des benutzten Vokabulars und der behandelten Vorstellungen nachweisen zu können, dass es nicht vor 1590 entstanden sein kann. Bei dem als Herausgeber genannten Arnaud de la Chevalerie handele es sich in Wirklichkeit um den bekannten Kabbalisten François Béroalde de Verville.

## Legenden

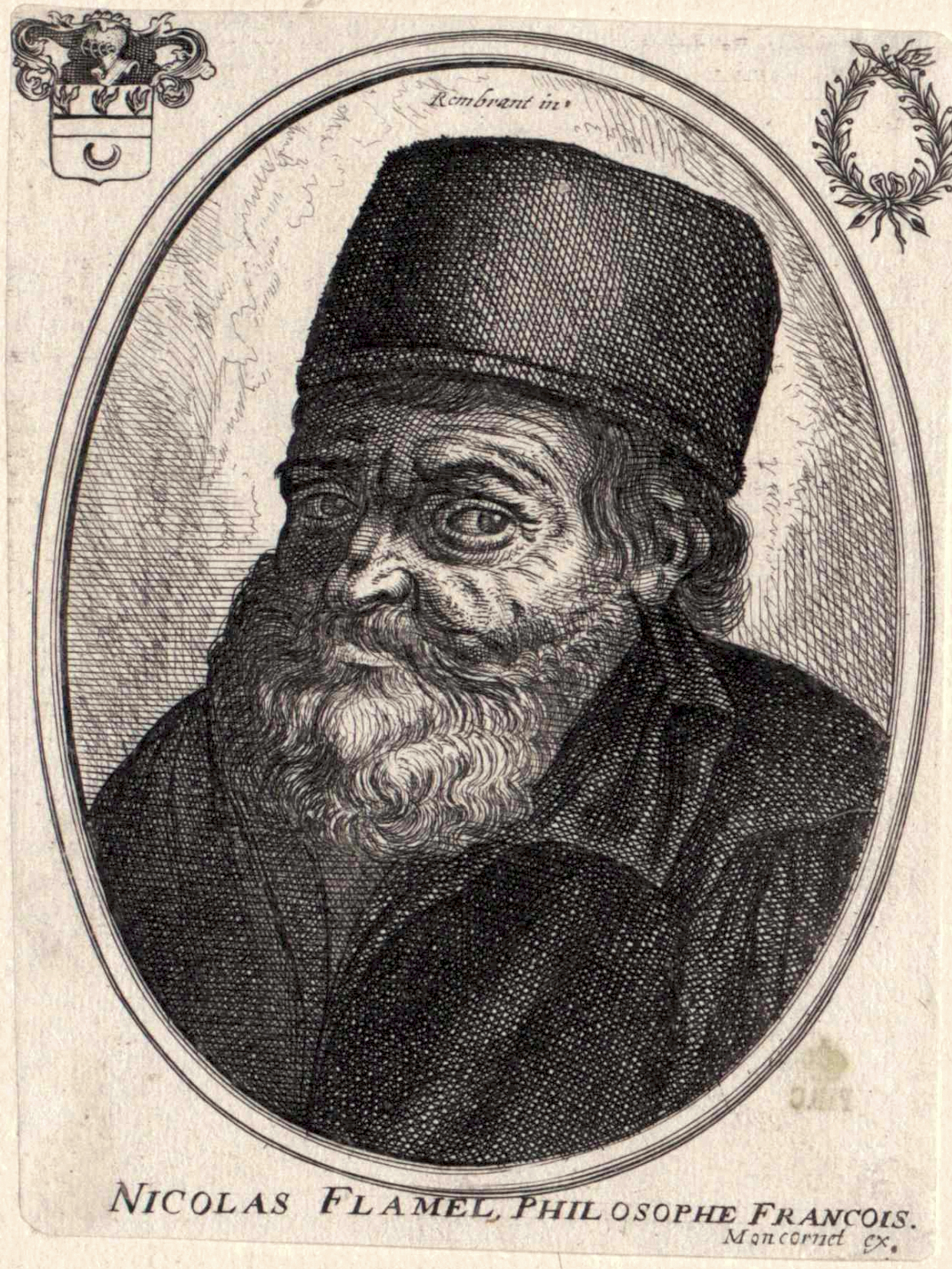
Populäres Phantasieportrait Flamels von Balthasar Moncornet

Dem Vorwort des Livre des figures hiéroglyphiques zufolge erschien Flamel 1357 ein Engel im Traum, der ein Buch zeigte, dessen Inhalt nur Flamel zugänglich wäre. Das Buch, das Flamel dann tatsächlich für lediglich zwei Florine erwarb, soll in drei Kapiteln von jeweils sieben Seiten die Stufen der Herstellung des Steins der Weisen in allegorischen Darstellungen enthüllt haben. Allerdings gelang ihm die Entschlüsselung erst nach 21 Jahren. Hierzu reiste er nach Spanien, wo er sich Hilfe bei den dortigen Alchemisten erhoffte, was zunächst jedoch vergeblich blieb. Erst auf der Rückreise von Santiago de Compostela identifizierte ein mitreisender Gelehrter namens Maître Canches (ebenfalls ein jüdischer Konvertit) das Buch als ein Werk mit dem Titel Habraham, Juif, Prince, Prêtre, Lévite, Astrologue & Philosophe; à la Nation des Juifs que l’ire de Dieu a dispersé dans les Gaules, etc und lieferte einige Hinweise für dessen Entschlüsselung. Allerdings verstarb Maître Canche, bevor er das Buch, das Flamel in Paris aufbewahrte, persönlich studieren konnte.
Anfang 1382 soll dann Flamel zusammen mit seiner Frau Pernelle erstmals die Herstellung von Silber aus Quecksilber gelungen sein; am 25. April desselben Jahres die Herstellung von Gold.
Zweifler vermuteten später hingegen, das „Buch Abrahams des Juden“ sei in Wirklichkeit eine Beschreibung der Verstecke gewesen, in denen die aus Frankreich vertriebenen Juden ihre Schätze vergraben hätten. Noch in Zedlers Lexikon von 1735 findet sich das Gerücht, die Entdeckung des Steins der Weisen sei nur eine Schutzbehauptung Flamels gewesen, um die Unterschlagung von öffentlichen Geldern zu vertuschen.
Weitere Legenden kreisen um Flamels angebliche Entdeckung des Elixiers des ewigen Lebens. So sollen er und seine Frau ihren Tod nur vorgetäuscht haben, und Schatzsucher, die in Flamels Grab versteckte Schätze vermuteten, hätten dieses leer vorgefunden. Zu diesen Gerüchten trugen anscheinend die alchemistischen Schriften bei, die noch lange nach seinem Tod unter seinem Namen erschienen. Der französische Kaufmann Paul Lucas (1664–1737) brachte von seinen Reisen zu Beginn des 18. Jahrhunderts Geschichten nach Europa zurück über Begegnungen der Einheimischen in der Türkei mit dem unsterblichen, ewig jugendlichen Flamel, der selbst wiederum bis nach Indien gelangt sein soll. Diese Erzählungen weisen deutliche Ähnlichkeiten mit der Legende vom ewigen Juden auf. Später gingen ähnliche Gerüchte über Langlebigkeit und weite Reisen auch auf Gestalten wie den Grafen von Saint Germain über.
Nach dem Bekanntwerden der sogenannten „Geheimdossiers des Henri Lobineau“ Ende der 1960er Jahre wurde Nicolas Flamel als angeblicher Großmeister von 1398 bis 1418 Teil der Verschwörungstheorien rund um die Geheimorganisation Prieuré de Sion. Obwohl bekannt wurde, dass es sich bei diesen „Dossiers“ um Fälschungen des Pierre Plantard handelt, wird Flamel in der Populärkultur weiterhin mit dem „Geheimnis von Rennes-le-Chateau“, dem „Schatz der Katharer“, in Verbindung gebracht.

## Nachwirkung
Die später legendenhaft überformte Figur des Flamel taucht immer wieder in der Literatur auf.

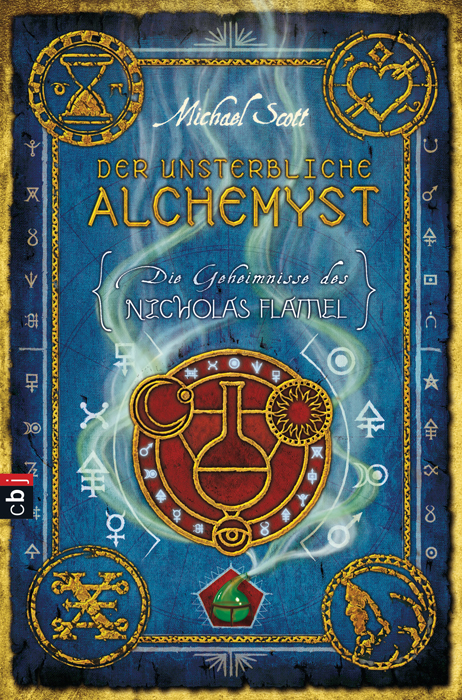
Cover der deutschen Ausgabe des ersten Bandes der Buchreihe von Michael Scott

- Er findet Erwähnung in spätromantischen Romanen wie Der Glöckner von Notre-Dame (1831) von Victor Hugo und Der Graf von Monte Christo (1845) von Alexandre Dumas.
- In Joanne K. Rowlings 1997 erschienenem Roman Harry Potter und der Stein der Weisen ist Flamel der tatsächliche Besitzer des letzten Steins der Weisen, mit dessen Hilfe er noch während der Romanhandlung (Ende des 20. Jahrhunderts) lebt.
- In dem Film Phantastische Tierwesen: Grindelwalds Verbrechen von David Yates kommt er, gespielt von Brontis Jodorowsky, als Nebenfigur vor.
- In Der Club Dumas (2000) des Spaniers Arturo Pérez-Reverte wird Flamel als Beispiel für Legendenbildung über Bücher genannt.
- Die schwedische Metal-Band Morgana Lefay veröffentlichte 2005 unter Namen Grand Materia ein Konzeptalbum über Nicolas Flamel.
- Auch in den durch die „Geheimdossiers“ inspirierten Thriller The Da Vinci Code (2004; dt.: Sakrileg) des amerikanischen Autors Dan Brown fand Flamel Eingang.
- In der sechsbändigen Fantasyserie Die Geheimnisse des Nicholas Flamel (2007–2012) von Michael Scott ist Flamel eine der Hauptfiguren; nahezu alle handelnden Figuren basieren auf historischen Persönlichkeiten oder mythologischen Figuren wie zum Beispiel Nicholas und Perenelle Flamel und Dr. John Dee.
- Flamel wird in Umberto Ecos Das Foucaultsche Pendel, in Mária Szepes’ Der Rote Löwe, in Barbara Goldsteins Die Kardinälin sowie in Eric Giacomettis und Jacques Ravennes Die Bruderschaft des Blutes erwähnt oder zum Thema genutzt.
- In der Comic-Zeitschrift Mosaik taucht Flamel als Doctor Porcellus[11] in den Jahren 2007 bis 2010 auf.
- Im amerikanischen Horrorfilm Katakomben von 2014 sucht eine Archäologie-Professorin mit einem kleinen Team in den Katakomben von Paris nach der geheimen Kammer, in welcher Flamel den Stein der Weisen versteckt haben soll.
- Im Videospiel Assassin’s Creed Unity gibt es eine Sekte, die ihn verehrt und die das Wasser des Lebens suchen.
- In der Manga- und Anime-Serie Full Metal Alchemist wird das Zeichen, das die beiden Hauptcharaktere tragen, auf ihn zurückgeführt.

## Werke
- Des berühmten Philosophi Nicolai Flamelli Chymische Werke, als …. Kraus, Wienn 1751. Digitalisierte Ausgabe der Universitäts- und Landesbibliothek Düsseldorf, 2011, 286 S.
- Laurinda Dixon (Hrsg. und Kommentar): Nicolas Flamel, his exposition of the hieroglyphicall figures. Garland, New York 1994, ISBN 0-8240-5838-0